# Hugo (Colorado)
Pour les articles homonymes, voir Hugo.
La ville de Hugo est le siège du comté de Lincoln, situé dans le Colorado, aux États-Unis.
Selon le recensement de 2010, Hugo compte 730 habitants. La municipalité s'étend sur 0,95 milles carrés (2,46 km2).
La ville est nommée en l'honneur de Richard Hugo, un pionnier.

## Démographie
| 1880 | 1910 | 1920 | 1930 | 1940 | 1950 |
| ---- | ---- | ---- | ---- | ---- | ---- |
| 140  | 343  | 838  | 712  | 852  | 943  |

| 1960 | 1970 | 1980 | 1990 | 2000 | 2010 |
| ---- | ---- | ---- | ---- | ---- | ---- |
| 811  | 759  | 776  | 660  | 885  | 730  |